# Endotokia matricida
Bij endotokia matricida (moedermoord) gaat de tweeslachtige moeder dood, doordat de larven al in de baarmoeder uit de zelfbevruchte eieren komen en zich gaan voeden met het weefsel van de moeder. Het komt relatief vaak voor bij rondwormen van de orde Rhabditida en is typisch voor entomopathogene rondwormen van het geslacht Heterorhabditis. Het aanwezig zijn van weinig voedsel bevordert het begin van endotokia matricida aanzienlijk. De L1-larven voeden zich met het weefsel van de moeder en nemen de aanwezige symbiotische bacteriën op. Uiteindelijk ontstaan er L2-dauerlarven met energiereserves en symbiotische bacteriën voor langdurige overleving. De dauerlarven kunnen vervolgens bodeminsecten infecteren. In het vroege stadium is de L2-dauerlarve spoelvormig en dun. Ze hebben een langwerpige keelholte en aan de staart een naaldachtige punt. Bij de latere L2-dauerlarve stopt de farynx met pompen, is de larve onbeweeglijk en door de opgeslagen vetreserves donker van kleur.